# Naums församling
Naums församling var en församling i Skara stift och i Vara kommun. Församlingen uppgick 2002 i Ryda församling. 

## Administrativ historik
Församlingen har medeltida ursprung. 
Församlingen var till 2002 annexförsamling i pastoratet Ryda, Naum och (Södra) Kedum som tidigt även omfattade Halvås församling. Församlingen uppgick 2002 i Ryda församling.

## Kyrkor
- Naums kyrka